# 中山医科大学
中山医科大学（英語: Zhongshan Medical Sciences University）は、中国広東省広州市に本部を置く中国の公立大学。1866年創立、1936年大学設置。
2001年に中山大学に統合され、中山大学北校区となった。

## 略歴
中山医科大学の前身は1866年に設立した博済医学堂まで遡ることができます。
1879年、名称を博済医院付設南華医校に変更。
1936年、「嶺南大学医学院」に改称。
1953年、旧制中山大学医学院、嶺南大学医学院、光華医学院を母体に新制中山医科大学が発足。
1985年、中山医科大学に昇格。鄧小平をこの学校に校名を書い。 
2001年に国に移管され、旧制中山大学と中山医科大学を統合して新「中山大学」を設立。

## 基礎データ
- 所在地
  - 広東省広州市